# Comamonas terrigena
Comamonas terrigena es una especie de  bacteria gramnegativa del género Comamonas. Fue descrita en el año 1985, es la especie tipo, aunque su nombre se propuso en 1962. Es aerobia y móvil por flagelo polar. Tiene un tamaño de 0,5-1 μm de ancho por 1-4 μm de largo. Catalasa y oxidasa positivas. Se ha aislado de suelos. Además, se estudia para la degradación de compuestos fenólicos.